# Zhonghou (sockenhuvudort i Kina, Heilongjiang Sheng, lat 47,95, long 124,82)
Zhonghou (kinesiska: 忠厚, 忠厚乡) är en sockenhuvudort i Kina. Den ligger i provinsen Heilongjiang, i den nordöstra delen av landet, omkring 280 kilometer nordväst om provinshuvudstaden Harbin. Antalet invånare är 13 117. Befolkningen består av 6 459 kvinnor och 6 658 män. Barn under 15 år utgör 15,0 %, vuxna 15-64 år 77 %, och äldre över 65 år 6,0 %.
Runt Zhonghou är det ganska tätbefolkat, med 72 invånare per kvadratkilometer. Närmaste större samhälle är Fuhai, 9,7 km söder om Zhonghou. Trakten runt Zhonghou består till största delen av jordbruksmark.
Genomsnittlig årsnederbörd är 761 millimeter. Den regnigaste månaden är juli, med i genomsnitt 245 mm nederbörd, och den torraste är februari, med 8 mm nederbörd.